# Mansac
Mansac este o comună în departamentul Corrèze din centrul Franței. În 2009 avea o populație de 1.362 de locuitori.

## Evoluția populației
| An        | 1975  | 1982  | 1990  | 1999  | 2006  | 2009  |
| --------- | ----- | ----- | ----- | ----- | ----- | ----- |
| Populație | 1.227 | 1.281 | 1.341 | 1.312 | 1.356 | 1.362 |